# オミッド・コーデスタニ
オミッド・コーデスタニ（Omid Kordestani、1963年 - ）は、イラン出身のイラン系アメリカ人実業家。ピアソン取締役会長。かつてはボーダフォン取締役、ネットスケープコミュニケーションズ事業開発・販売担当副社長、Google最高事業責任者、Twitter執行会長を務めた。

## 来歴
1963年にイランのテヘランにて生まれた。テヘランのイタリア系カトリック学校とアンディシェ・ドン・ボスコ学校に通っており、英語とペルシャ語をそれぞれ学んだ。1976年に父を亡くし、その後母はオミッドと弟と共にテヘランからサンノゼへの移住を決めた。
1980年、カリフォルニア州サンタクララのブクサー高校を卒業した。1984年にサンノゼ州立大学で電気電子工学の学位を取得し卒業後、ヒューレット・パッカードにプロダクトマーケティングマネージャーとして就職した。HPでの5年間の勤務を経て、スタンフォード大学でMBAを取得した。その後、GOおよび3DOで上級職を務めた。
1995年から1999年まではネットスケープコミュニケーションズに勤務した。事業開発担当副社長として、NetscapeのWebサイトの収益を年間8,800万ドルから18か月以内に2億ドル以上へと成長させた。
1995年、Googleに11人目の従業員として入社。同社のグローバルセールス事業開発担当上級副社長を2009年まで務めた。
2013年から2014年まではボーダフォンの非常勤取締役を務めた。
2014年にGoogleに復帰した。復帰当初は前任のニケシュ・アローラがバイスチェアマンとしてソフトバンクに入社したことから、後任として暫定的にGoogleの上級副社長を務めていた。その後、Googleの常任最高事業責任者に就任した。
2015年10月にGoogleを再び退社し、Twitterの執行会長に就任した。その後はTwitterの取締役に就任したが、2022年10月27日にイーロン・マスクによるTwitterの買収完了後にコーデスタニを含む取締役会は全員解任された。
2022年3月、ピアソンの取締役会長に就任した。

## 人物
かつて妻だったビタ・ダリヤバリとの離婚経験がある。ダリヤバリとの間には子供が2人おり、2011年に再婚したジセル・コルデスタニとの間にも子供が2人いる。
タイム誌の「私たちの世界を形作る100人」の1人に選ばれたほか、2007年にはペルシア賞によって年間最優秀ペルシア人に選ばれた。

## 慈善活動
イランの芸術と文化の保存と発展、 教育と表彰制度によるリーダーの育成、非営利の能力開発と市民参加を目的とする慈善団体PARSAコミュニティ財団の取締役会を務めた。